# غرهارت هاوبتمان

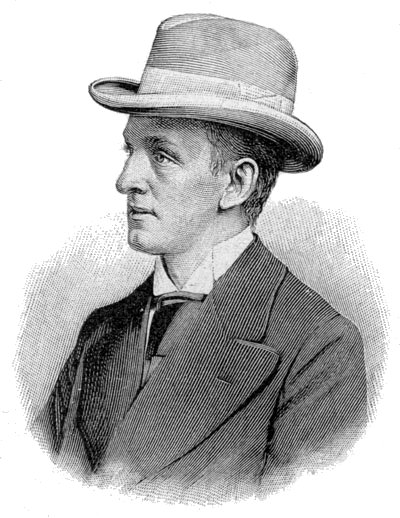
غرهارت هاوبتمان

غرهارت يوهان روبرت هاوبتمان (بالألمانية: Gerhart Hauptmann) 15 نوفمبر 1862 - 6 يونيو 1946، ناقد وصحفي وناشر وروائي وشاعر، وكاتب مسرحي وكاتب رحلات، وكاتب قصة قصيرة ألماني، يعد من أهم أدباء الحركة الطبيعية في ألمانيا. حصل على جائزة نوبل في الأدب لسنة 1912.

## نشأته
ولد غرهارت هاوبتمان في 15 نوفمبر/تشرين الثاني 1862، وعاش سنوات طفولته في معاناة دائمة، وشاركه أخوه كارل هذه الحياة القاسية. وقد حالت المتاعب دون حصول هاوبتمان وشقيقه على شهادات علمية، ولذلك اتجه الصبي إلى دراسة الفن التشكيلي في إحدى المدارس المتخصصة، حيث أتقن النحت ليكون هذا الفن من هواياته الخاصة، والتي يتمتع بالاستغراق فيها، إذا لم تسعفه الكلمات للتعبير عما يعتمل في داخله من مشاعر وانفعالات.
درس هاوبتمان العلوم الطبيعية، والفلسفة والتاريخ، في محاولة لتحصيل ما فاته من دراسات أكاديمية، فضلا عن نهمه الشديد في القراءة والاطلاع على شتى أنواع الفكر والعلوم. انضم في عام 1889 إلى فرقة المسرح الحر، وهو مسرح اهتم بالأشكال الحديثة في الفن، ويقدم رؤية معاصرة للحياة، وبدأ هاوبتمان يزاول التمثيل، والمعايشة الحقيقية لعناصر المسرح من ديكور وإضاءة وحركة، مما ساعده على تفهم طبيعة العرض المسرحي، ومراعاة منطق «الرؤية والتلاحم مع الجمهور» في مسرحياته العديدة.

## أعماله
نشر هاوبتمان أولى رواياته "زهرة الربيع" عام 1892، وأضاء من خلالها حياة البوهيميين "المتحللين من الأعراف والتقاليد الاجتماعية"، كما نشر روايته "مايتلد" عام 1902، وحقق شهرة واسعة باعتباره "زولا” الرواية الألمانية. وقد تميزت أعمال هاوبتمان بوصفه الدقيق لتفاصيل الحياة اليومية، والتقاط المفارقات بين السلوك الإنساني والفكر، والنزعات اللاأخلاقية التي سادت المجتمع في هذا الوقت.

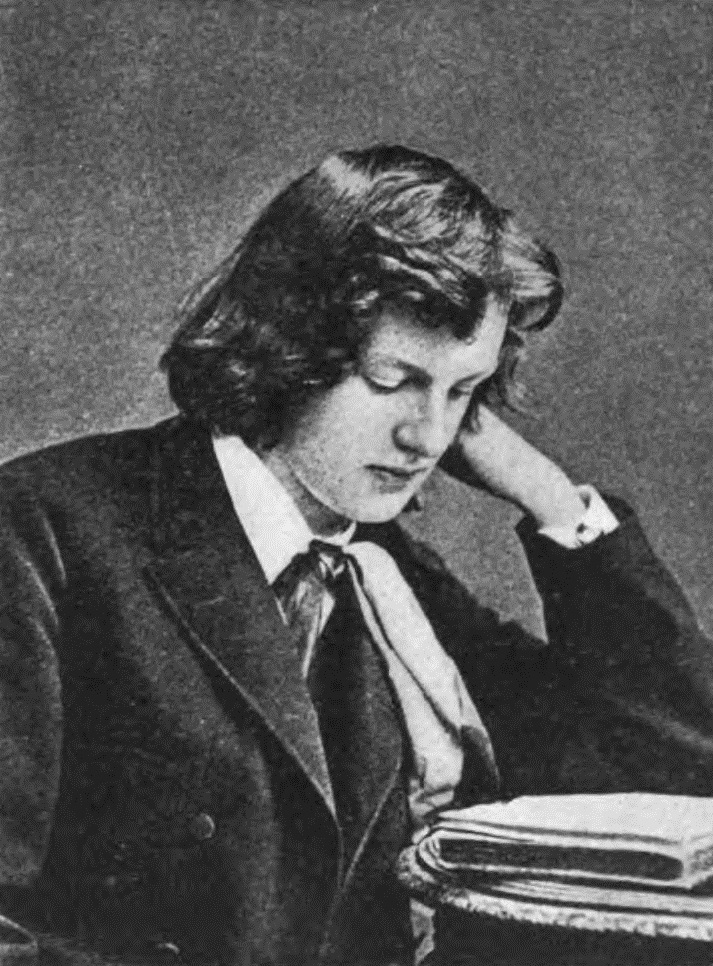
هاوبتمان في سن السابعة عشرة.

سجّل هاوبتمان اهتماماً خاصا بالكوميديا، ودفع بعدد من المسرحيات التي أضافت إلى المسرح الألماني، ومهدت لحركة مسرحية جديدة. ونشر مسرحيته الأولى «عيد السلام» عام 1890، ومسرحية «آل تيسراند» عام 1892، «قبل الفجر» عام 1889، و«حيوات موحشة» 1891، فضلا عن مسرحيته التراجيدية الشهيرة «النساجون» عام 1892.

## روابط خارجية
- غرهارت هاوبتمان على موقع IMDb (الإنجليزية)
- غرهارت هاوبتمان على موقع الموسوعة البريطانية (الإنجليزية)
- غرهارت هاوبتمان على موقع مونزينجر (الألمانية)
- غرهارت هاوبتمان على موقع ميوزك برينز (الإنجليزية)
- غرهارت هاوبتمان على موقع أول موفي (الإنجليزية)
- غرهارت هاوبتمان على موقع قاعدة بيانات برودواي على الإنترنت (الإنجليزية)
- غرهارت هاوبتمان على موقع قاعدة بيانات الأفلام السويدية (السويدية)
- غرهارت هاوبتمان على موقع إن إن دي بي (الإنجليزية)
- غرهارت هاوبتمان على موقع ديسكوغز (الإنجليزية)
- غرهارت هاوبتمان على موقع قاعدة بيانات الفيلم (الإنجليزية)